# Hlavice
Hlavice – gmina w Czechach, w powiecie Liberec, w kraju libereckim. Według danych z dnia 1 stycznia 2013 liczyła 213 mieszkańców.